# Lake Tahoe Basin Management Unit
La Lake Tahoe Basin Management Unit est une forêt nationale américaine autour du lac Tahoe, à la frontière de la Californie et du Nevada. Couvrant 610 km2, elle s'étend dans les comtés de Douglas, El Dorado et Placer. Créée en 1973, l'aire protégée est gérée par le Service des forêts des États-Unis.

## Lieux protégés au sein de cette aire
- Taylor Creek, cours d'eau coulant entièremenbt dans l'aire.
- Rainbow Trail.